# Johannes Merz (Historiker)
Johannes Merz (* 1964 in Hammelburg) ist ein deutscher Historiker.

## Leben
Von 1983 bis 1989 studierte er Geschichte, Philosophie, Theologie und Germanistik in Würzburg, Marburg und Padua. Von 1989 bis 1991 hatte er ein Graduiertenstipendium der Universität Würzburg (Promotion 1992). Von 1992 bis 1996 war er wissenschaftlicher Assistent am Lehrstuhl für bayerische Landesgeschichte der Universität München. Von 1997 bis 2003 war er akademischer Rat an der Bayerischen Akademie der Wissenschaften (Kommission für bayerische Landesgeschichte). Nach der Habilitation 1999 für Mittlere und Neuere Geschichte, Lehrtätigkeit in München, Passau und Saarbrücken war er von 2003 bis 2016 Direktor des Archivs und der Bibliothek des Bistums Würzburg. Von 2006 bis 2011 lehrte er als außerplanmäßiger Professor in München. Von 2011 bis 2021 war er außerplanmäßiger Professor in Würzburg. Von 2016 bis 2019 war er Kanzler der Diözese Würzburg. Am 1. April 2019 übernahm er die Leitung des Archivs und der Diözesanbibliothek der Erzdiözese München und Freising. Seit 2022 ist er außerplanmäßiger Professor in München.
Seine Forschungsgebiete sind territoriale Verfassungs- und Sozialgeschichte im Alten Reich, Reformation und Konfessionalisierung, Geschichte Frankens und Bayerns und Archiv- und Bibliothekswesen.

## Schriften (Auswahl)
- Georg Horn (1542–1603) und seine Historia über die Reformation in Hammelburg. Studien zu Leben, Werk und Umwelt des Autors und Edition der Historia. Neustadt an der Aisch 1992, ISBN 3-7686-9120-9.
- Unterfranken. Grundzüge der Geschichte in Mittelalter und Neuzeit. München 1997, OCLC 164856748.
- Fürst und Herrschaft. Der Herzog von Franken und seine Nachbarn 1470–1519. München 2000, ISBN 3-486-50508-4.
- Das kirchlich-wissenschaftliche Bibliothekswesen im Bistum Würzburg. Würzburg 2008, OCLC 962404617.